# CAPA-CITY
『CAPA-CITY』は、日本のロックバンド、BEAT CRUSADERSのシングルおよび楽曲である。2002年1月25日、LASTRAMからリリースされた。

## 概要
インディーズ3rdシングル。実際にはキャンペーン用に配布された非売品シングルである（非売品ながら公式ディスコグラフィーには3rd SINGLEとして紹介されている。）。シングルは2002年1月25日から2月17日、「BEAT CRUSADERS CAMPAIGN」と題した1ヶ月に渡りキャンペーンが行われ。バンドのCD購入特典として配布された。1曲のみの収録。
本作は初期のメンバー及びラストラム時代としては最後のシングルとなった。
キャンペーン終了後はしばらく聴けない状態となっていたが、翌2003年発売された「BEST CRUSADERS」で初収録となった。

## 収録曲
全曲 作詞作曲：ヒダカトオル　編曲:BEAT CRUSADERS
1. CAPA-CITY (3:04)
  - PVが制作されている。

| スタブアイコン | サブスタブ | この項目は、まだ閲覧者の調べものの参照としては役立たない、シングルに関連した書きかけの項目です。この項目を加筆・訂正などしてくださる協力者を求めています（P:音楽/PJ:楽曲）。 |